# بافت‌زایی

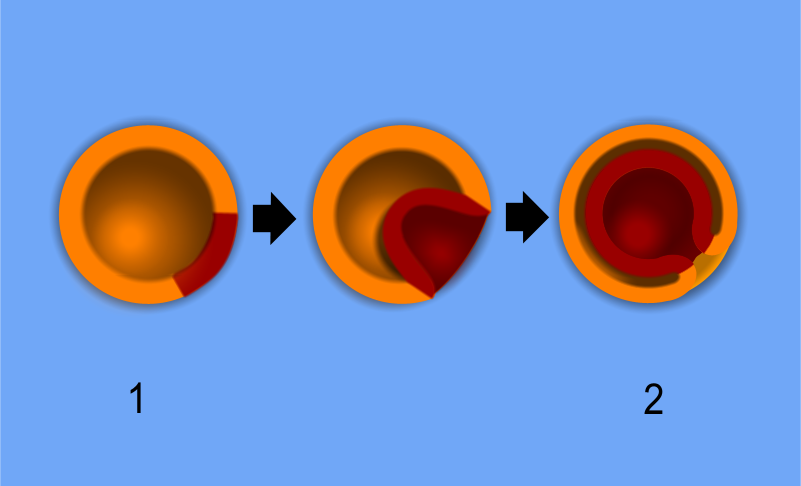
فرآیند

بافت‌زایی (به انگلیسی: Histogenesis) در واقع تشکیل بافت‌های مختلف از سلول‌های تمایز نیافته می‌باشد. این سلول‌ها از اجزای تشکیل دهنده لایه‌های زایای اولیه هستند که شامل اندودرم، مزودرم و اکتودرم است. به علم مطالعهٔ ساختارهای میکروسکوپی بافت‌ها که طی عمل بافت‌زایی ایجاد می‌شوند هیستولوژی می‌گویند.

## لایه‌های زاینده
یک لایهٔ زایا مجموعه‌ای از سلول‌ها است که طی مرحله جنین‌زایی پستانداران و به‌طور کلی حیوانات ایجاد می‌شود. لایه‌های زاینده معمولاً در جانداران مهره دار به صورت مشخص وجود دارد؛ با این حال در دیگر موجودات نیز به صورت ابتدایی تر دیده می‌شود. جاندارانی با تقارن شعاعی، دولایه اولیه بافتی ایجاد می‌کنند بنابراین به آنها دیپلوبلاسیتک می‌گویند. در این جانداران دو لایهی اکتودرمی و اندودرمی دیده می‌شود. در جانداران با تقارن دووجهی لایهی سومی نیز در میان این دو لایه دیده می‌شود که به آن مزدورم گویند.